# Вальтесс де Ла Бинь
Вальте́сс де Ла Бинь (фр. Valtesse de La Bigne, собственно Люси Эмили Делабинь, фр. Lucie Émilie Delabigne, 1848, Париж – 1910, Виль-д’Авре, О-де-Сен) – французская актриса и писательница, проститутка, куртизанка.

## Биография
Дочь нормандской белошвейки, рано стала зарабатывать на жизнь проституцией.  Её дебют на столичной сцене (1866) в опере-буфф Оффенбаха Орфей в аду  получил высокую оценку критиков, но она предпочла роль дорогой содержанки и дамы полусвета. Среди её возлюбленных был император Наполеон III.
В 1876 опубликовала автобиографический роман Изола под псевдонимом Эго. Собрала ценную коллекцию произведений искусства, которая была распродана в 1902 и из которой она передала в Музей декоративного искусства свою знаменитую кровать работы Эдуара Льевра (создана в 1877, выставлена в музее с 1911).

## Образ в искусстве

### Живопись
Дружила и была близка с известными живописцами эпохи – Эдуаром Мане, Анри Жерве, Гюставом Курбе, Эженом Буденом, Жаном-Луи Фореном и др., её даже иронически называли Союз художников. Многие из мастеров оставили её портреты.